# Jestem zemstą
Jestem zemstą (ang. I Am Wrath) – amerykański thriller z 2016 roku w reżyserii Chucka Russella, wyprodukowany przez wytwórnie Saban Films, 101 Films Limited i Lionsgate Films.

## Fabuła
Stanley Hill (John Travolta) i jego żona Vivian (Rebecca De Mornay) zostają napadnięci w podziemnym garażu. Mężczyzna podejmuje desperacką próbę walki z groźnymi bandytami w obronie ukochanej. Niestety, kobieta odnosi poważne obrażenia i umiera na rękach zrozpaczonego męża. Stanley postanawia wziąć sprawy w swoje ręce i zemścić się na zabójcach za śmierć żony.

## Obsada
- John Travolta jako Stanley Hill
- Christopher Meloni jako Dennis
- Amanda Schull jako Abbie Hill
- Sam Trammell jako detektyw Gilmore
- Patrick St. Esprit jako gubernator John Meserve
- Rebecca De Mornay jako Vivian Hill
- Asante Jones jako detektyw Walker
- Paul Sloan jako Lemi K
- Luis Da Silva jako Charley

## Odbiór

### Krytyka
Film Jestem zemstą spotkał się z negatywną reakcją krytyków. W serwisie Rotten Tomatoes 11% z dziewięciu recenzji filmu jest pozytywne (średnia ocen wyniosła 2,99 na 10).